# Lieke Vis
Lieke Vis (Haarlem, 8 oktober 2003) is een voetbalspeelster uit Nederland. Ze speelt als aanvaller voor Telstar.

## Carrière
Vis speelde in de jeugd Futsal bij RKVV DSS in Haarlem. Al op jonge leeftijd kwam ze in de jeugdopleiding van Telstar terecht. 
Op 30 september 2022 maakte Vis haar debuut voor Telstar in de Vrouwen Eredivisie in een uitwedstrijd tegen Feyenoord door in te vallen voor Anna van der Vlist.
In februari 2023 werd Vis overgeheveld naar de eerste selectie van de Witte Leeuwinnen.

## Statistieken
| Seizoen | Club    | Competitie | Competitie | Competitie | Beker | Beker | Overig | Overig | Totaal | Totaal |
| Seizoen | Club    | Competitie | Wed.       | Dlp.       | Wed.  | Dlp.  | Wed.   | Dlp.   | Wed.   | Dlp.   |
| ------- | ------- | ---------- | ---------- | ---------- | ----- | ----- | ------ | ------ | ------ | ------ |
| 2022/23 | Telstar | Eredivisie | 15         | 0          | 1     | 0     | 0      | 0      | 16     | 0      |
| 2023/24 | Telstar | Eredivisie | 11         | 0          | 0     | 0     | 0      | 0      | 11     | 0      |
| Totaal  | Totaal  | Totaal     | 26         | 0          | 1     | 0     | 0      | 0      | 27     | 0      |

Bijgewerkt t/m 11 januari 2024.